# Kasenga (territoire)
Pour les articles homonymes, voir Kasenga (homonymie).
Le territoire de Kasenga est une entité déconcentrée de la province du Haut-Katanga en république démocratique du Congo.

## Commune
Le territoire compte une commune rurale de moins de 80 000 électeurs.
- Kasenga, (7 conseillers municipaux)

## Secteurs
Le territoire est divisé en quatre secteurs :
- Secteur Bakunda
- Secteur Kafira
- Secteur Kisamamba
- Secteur Luapula

## Localités
- Kabundi
- Kankusha
- Kapema
- Kasenga
- Kashobwe
- Kasomeno
- Katete
- Kawasa
- Kayumba
- Kienge
- Kifiale-Fiale
- Kilembwe
- Konko
- Lufubu
- Lukafu
- Lusala
- Minga
- Monga
- Muyuya
- Sapwe
- Tshibambo

## Cours d'eau
- Busunba
- Kafila
- Kibalashi
- Lofoi
- Luala
- Lualala
- Luansopo
- Luapula
- Lufukwe
- Lufurizi
- Lutshipuka
- Tungwe
- Wiswila

## Économie
Le territoire compte 26 000 ménages agricoles, et 11 319 pêcheurs. La région de Kasenga constitue la principale zone de production agricole pour les grandes villes du Sud Katanga.

## Transports
La localité a un aérodrome (code KEC), est reliée au lac Mwero par la rivière Luapula, et à Lubumbashi par la route nationale N 35.